# Olympia London International Horse Show
Olympia London International Horse Show er et af de største årlige ridestævner i Storbritannien. Mange af verdens bedste ryttere deltager i stævnet, heriblandt Ellen Whitaker og Tim Stockdale m.fl.
Stævnet afvikles på Olympia exhibition centre i London.
Olympia fejrede 100 års jubilæem i 2007 som et af de ældste ridestævner. I 2010 omfattede stævnet World Cup i Ridebanespringning og dressur.

## Eksterne links
- Olympia Horse Show Website